# Gezondheidseffecten van de aanslagen op 11 september 2001

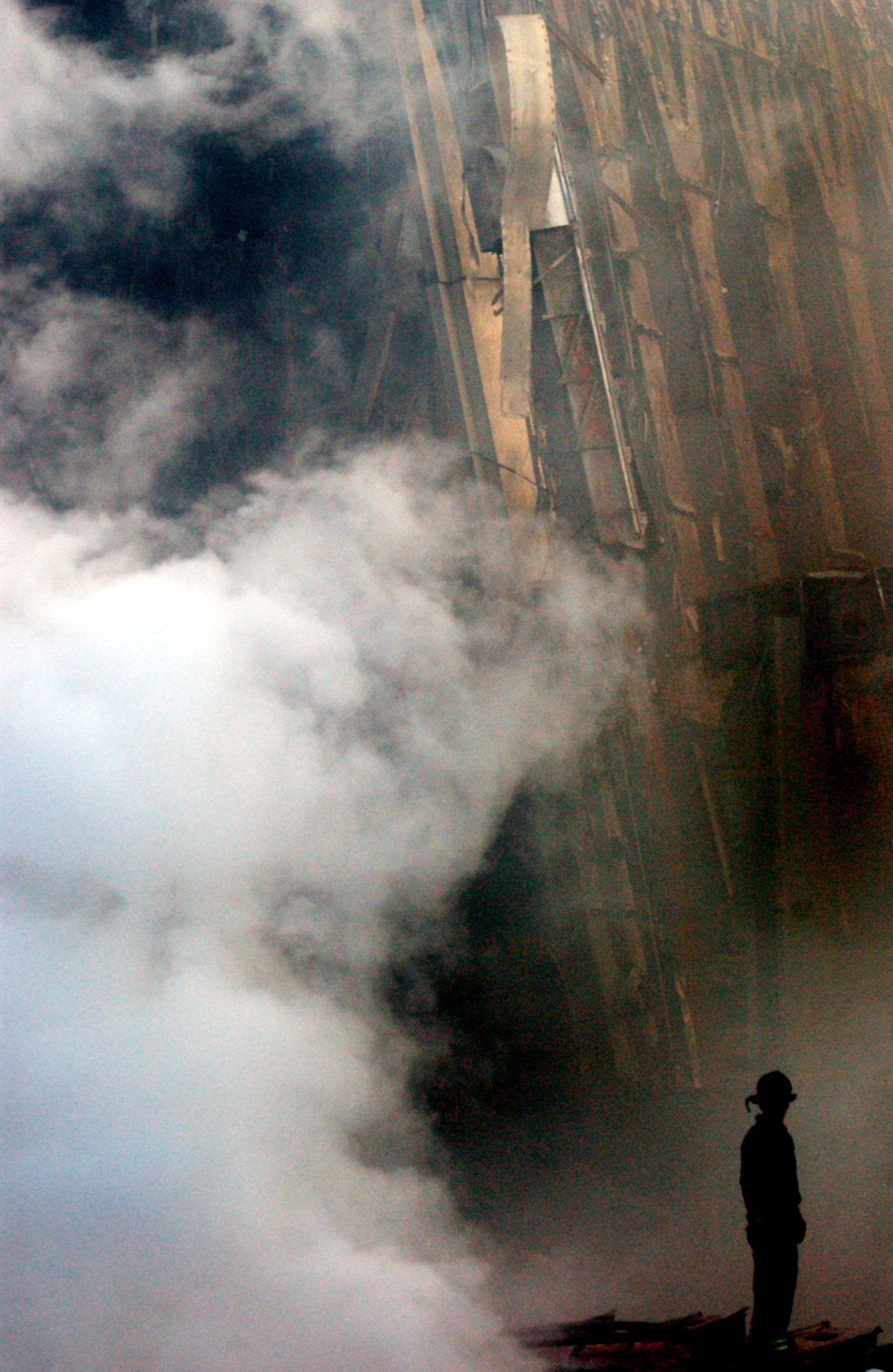
Een brandweerman op Ground Zero, kort na de aanslag

In de nasleep van de aanslagen op het World Trade Center in New York deden zich verschillende negatieve gezondheidseffecten voor bij mensen die op Ground Zero hebben gewerkt. Duizenden reddingswerkers en anderen die na de aanslagen hier zijn geweest, hebben blijkens studies later gezondheidsproblemen gekregen, evenals omwonenden, studenten en werkenden in Lower Manhattan en Chinatown. Na de ineenstorting van de drie gebouwen hing vijf maanden lang een wolk van duizenden tonnen giftige stoffen in het gebied, de blijvende hoest die reddingswerkers er aan overhielden wordt de "World Trade Center Cough" (hoest) genoemd. Desondanks lieten de Environmental Protection Agency en toenmalig burgemeester van New York Rudolph Giuliani al na enkele dagen weten dat de lucht veilig was om in te ademen.

## Giftige stoffen
De wolk bestond uit meer dan 2500 giftige stoffen, waaronder: 400 ton asbest, vele tonnen vliegtuigbrandstof met benzeen, 200.000 pond lood en cadmium afkomstig van computers en kristallijne silica uit 420.000 ton beton. Er waren tevens hoge waarden van dioxine en PAK's, afkomstig van de branden, die drie maanden lang in de lucht bleven hangen. Deze stoffen zijn kankerverwekkend of kunnen bijvoorbeeld schadelijk zijn voor de nieren, hart, lever of het zenuwstelsel. Ook wordt er in wetenschappelijke kringen gespeculeerd dat sommige stoffen negatieve effecten kunnen hebben op de ontwikkeling van de foetus.

## Gezondheidsonderzoeken
Al vrij snel kregen mensen die op of in de buurt van Ground Zero waren geweest gezondheidsklachten, die zij in verband brachten met blootstelling aan de wolk met stoffen. Om na te gaan in hoeverre dit klopte, begon Mount Sinai Hospital in New York een screening program van zieke New Yorkers. Tussen juli 2002 en april 2004 onderzocht het 9442 Ground Zero-reddingswerkers en anderen, en kwam in 2006 met een rapport, waarover een artikel verscheen in het vakblad 'Environmental Health Perspectives' (september 2006). Enkele bevindingen:
- 69 procent van de onderzochte WTC-reddingswerkers had nieuwe, of verergerde, longsymptomen na de aanslagen
- Van de onderzochten die voor de aanslagen geen gezondheidsproblemen hadden, kreeg 61 procent na de aanslagen longproblemen
- Een derde van de onderzochten had abnormale longfunctie-testresultaten
- De longproblemen waren het ergst bij degenen die het eerst op Ground Zero waren[2]

"Er kan geen twijfel meer zijn over de gezondheidseffecten van het World Trade Center. Onze patiënten zijn ziek", aldus een van de onderzoekers. Ook andere onderzoeken toonden een toename van medische klachten aan.
Een recente studie door hetzelfde ziekenhuis liet zien, dat van de 70.000 onderzochte patiënten, zo'n 85 procent respiratieproblemen heeft.
In november 2006 berichtte The Village Voice dat 75 reddingswerkers bloedkanker hadden, die dokters en epidemiologen in verband brachten met blootstelling aan de wolk. Verschillende Amerikaanse epidemiologen hebben verklaard, dat de geconstateerde kankergevallen geen toeval zijn. De American College of Preventive Medicine heeft gezegd, dat mensen die lucht op Ground Zero hebben ingeademd mesothelioom zouden kunnen krijgen.
In 2008 bracht de staat New York (de World Trade Center Responder Fatality Investigation Program) cijfers naar buiten, die aangeven dat 360 reddingswerkers zijn overleden. Tachtig van hen overleden aan een of andere vorm van kanker. "Het is het topje van de ijsberg", aldus David Worby, die 10.000 reddingswerkers vertegenwoordigt.
Een ander gezondheidscentrum, Columbia University Center for Children's Health, onderzoekt de mogelijke effecten op de kinderen, wier moeder tijdens de aanslagen zwanger was en in de buurt van Ground Zero werkte of woonde.
In 2011 verschenen in het medische tijdschrift 'The Lancet' de resultaten van het eerste onderzoek over een langere periode, gedaan door onderzoekers van het eerder genoemde Mount Sinai Hospital. Zij evalueerden ruim 27.000 politiemannen, brandweermannen, constructiearbeiders en mensen die op kantoor werkten. Van hen had 28 procent astma, 42 procent sinusitis en 39 procent brandend maagzuur. De cijfers van de reddingswerkers: 48 procent had astma en 43 procent brandend maagzuur. Tien procent van hen had alle drie genoemde medische problemen. Een andere studie liet zien dat brandweermannen die op Ground Zero actief waren 19 procent meer kans hadden kanker te hebben dan hun collega's.
Naast fysieke problemen hebben velen ook mentale problemen: nachtmerries, depressies en angsten. Volgens een schatting heeft zo'n negentien procent posttraumatische stressstoornis.
Een keihard verband tussen de gezondheidsproblemen en de aanwezigheid op Ground Zero is moeilijk te leggen, hetgeen gevolgen heeft voor de manier waarop de overheid met deze slachtoffers is omgesprongen: de regering heeft maar weinig gedaan om hen te helpen. Pas in december 2010 werd de Zagroda Act aangenomen, die voorziet in medische behandeling en compensatie voor hulpverleners. Het World Trade Center Health Program die geld uit de Zagroda-pot (4,2 miljard dollar) verdeelt, oordeelde in juli 2011 dat hulpverleners die kanker hebben geen compensatie krijgen, omdat een link tussen kanker en Ground Zero niet is vastgesteld.
Van de mensen die zijn overleden als gevolg van het inademen van de lucht rondom Ground-Zero, zijn slechts drie personen toegevoegd aan de lijst van slachtoffers van de aanslagen op 11 september. In juni 2011 werd de naam van een man toegevoegd die leed aan de gevolgen van sarcoïdose.
In de periode van 2012 t/m mei 2021 zijn er in totaal 250 agenten toegevoegd aan de lijst met "overleden aan de gevolgen van 9/11".

## Medische zorg
Na verschijning van de studie verklaarde de toenmalige burgemeester van New York, Michael Bloomberg, dat er geen relatie was aangetoond tussen de ziekteklachten en blootstelling aan de stoffen op Ground Zero. Deze uitspraak kan in verband worden gebracht met de vrees dat New York moet opdraaien voor de kosten van medische zorg voor de zieke New Yorkers. Politie- en brandweermannen en New York troffen elkaar voor de rechtbank in verband met de weigering van de stad de gezondheidskosten van Ground Zero-first responders te betalen. Op 17 oktober 2006 verwierp de federale rechter Alvin Hellerstein deze weigering en zette zo de deur open voor talloze rechtszaken tegen New York. In 2008 vroeg Bloomberg de Amerikaanse regering om een jaarlijkse bijdrage van 125 miljoen dollar voor medische zorg.

## ‘De lucht is veilig’

### EPA en Christine Whitman

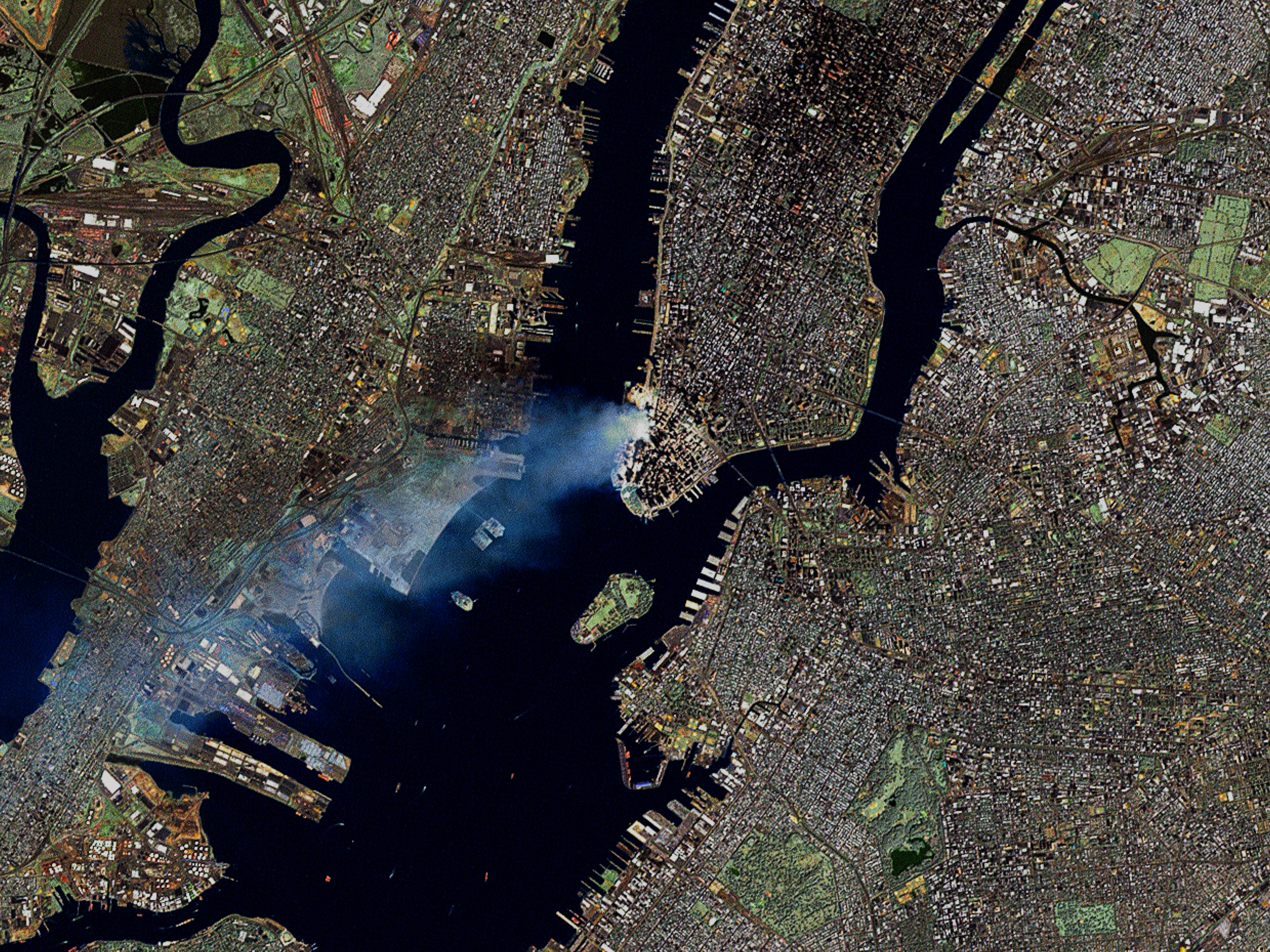
Een satellietfoto van Manhattan met een wolk stof, 12 september 2001

De reddingswerkers voelen zich door New York en de overheid in de steek gelaten ten aanzien van de medische zorg. Zo'n veertig procent van hen is niet medisch verzekerd. De reddingswerkers, maar ook andere New Yorkers, zijn ook kwaad over de berichten van de Federale Overheid na de aanslag dat de lucht ‘veilig is om in te ademen’. Deze berichten kwamen van de instantie die gaat over de naleving van wetgeving over 'gezonde lucht' en 'gezond water', de Environmental Protection Agency (EPA), maar ook van burgemeester Giuliani. Twee keer na de aanslag liet Christine Todd Whitman, hoofd van EPA, weten dat de omgeving van Ground Zero veilig was, de eerste keer in een persbericht op 18 september 2001: "...de lucht is veilig om in te ademen en het water is veilig om te drinken". Deze geruststelling betrof Ground Zero en de omgeving van het Pentagon en was gebaseerd op monitoring van water en lucht.
Volgens een rapport van EPA in augustus 2003, na het vertrek van Whitman, was de bewering dat de lucht veilig was gemaakt zonder betrouwbare data. Het EPA-rapport vermeldt ook, dat het Witte Huis het EPA overhaalde geruststellende uitspraken te doen en dat Whitman op 12 september de opdracht gaf alle EPA-berichten aan de media eerst aan de Nationale Veiligheidsraad voor te leggen voor goedkeuring. Vergelijking tussen ontwerp-berichten en de uiteindelijke persverklaringen toonde aan, dat allerlei verwijzingen naar mogelijk gevaar werden verwijderd of aangepast. Het rapport leidde tot woede bij reddingswerkers (van wie 7000 ziek waren) en omwonenden. De senatoren Hillary Clinton ("onze regering vertelde niet de waarheid") en Joe Lieberman stuurden een brief naar president Bush over de beweerde inmenging van de regering in de interne aangelegenheden van EPA. Whitman heeft later in het programma 60 Minutes verklaard, dat EPA niet heeft gelogen over de lucht rond Ground Zero. In 2006 vertelde een wetenschapper van EPA, Cate Jenkins, dat de EPA wel degelijk loog over het gevaar. In 2006 hield de Committee on Homeland Security van het Huis van Afgevaardigden een hoorzitting over de ziektes na 9-11. Whitman werd hier stevig bekritiseerd. In 2008 besliste de United States Court of Appeals dat Whitman haar uitspraken had gebaseerd op tegenstrijdige informatie en beweringen van president Bush. Ze kon daarvoor niet verantwoordelijk worden gehouden, aldus de rechtbank.

### Rudolph Giuliani

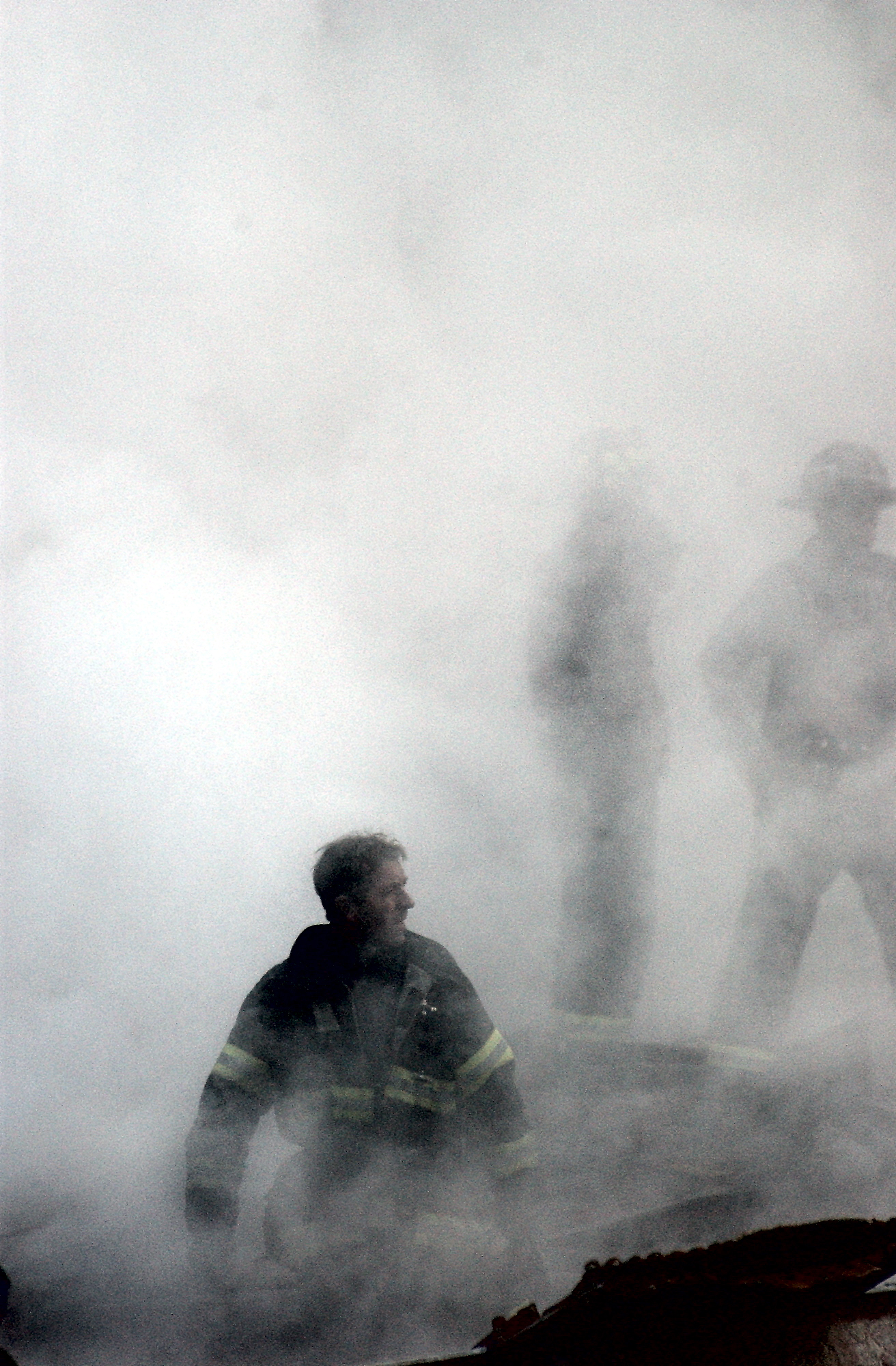
Een brandweerman in de rook

Niet alleen Whitman, ook burgemeester Giuliani wordt bekritiseerd om zijn optreden. Hij relativeerde de gezondheidsrisico's al twee dagen na de aanslagen: "Voor zover we kunnen nagaan is de lucht veilig, met betrekking tot chemische en biologische stoffen". Later verklaarde hij: "De luchtkwaliteit is veilig en acceptabel". De gezondheidsinstanties van de stad, zoals het Department of Environmental Protection, namen niet de leiding over het testen en schoonmaken van bevuilde gebouwen en woningen in de buurt: de eigenaren moesten het zelf maar regelen. Documenten hebben aangetoond, dat de stad niets deed om de werkers op Ground Zero ertoe te bewegen zich te beschermen tegen de giftige lucht. Whitman verklaarde in juni 2006, dat EPA wel pogingen hiertoe had gedaan, maar tegengewerkt werd door Giuliani. Hij heeft na de aanslagen een bovengrens bewerkstelligd aan het geld dat New York moet betalen voor Ground Zero-ziektes (350 miljoen dollar). Hiervoor werd twee jaar na Giuliani's aftreden 1 miljard gereserveerd.
Al op 12 september 2001 waarschuwde een hooggeplaatste wetenschapper, Edwin M. Kilbourne, in een memo aan het Centers for Disease Control and Prevention tegen een snelle terugkeer naar gebouwen in de buurt. Associate City Health Commisioner Kelly McKinney liet op 6 oktober 2001 weten, dat op Ground Zero de veiligheidsprocedures voor bescherming van de werkers niet worden nageleefd.
De beweringen van EPA-hoofd Whitman (de regering-Bush) en burgemeester Giuliani over de veiligheid van de lucht, worden door de reddingswerkers en andere New Yorkers aldus verklaard: Wall Street moest weer zo snel mogelijk open. En dat gebeurde al op 17 september 2001.

## Documentaires
- 'Dust to Dust: The Health Effects of 9/11' (2006), door Heidi Dehncke-Fisher
- 'The Toxic Clouds of 9/11' (2006), door Alison Johnson
- 'Toxic Legacy' (2006), door Susan Teskey
- '911: Dust and Deceit at the WTC' (2006), door Penny Little